# Персерікатан
Персерікатан (індонез. Perserikatan) — колишня найвища футбольна ліга в Індонезії, що існувала з 1931 по 1994 роки. Турнір мав аматорський статус і охоплював сотні клубів в Індонезії та був розділений на кілька дивізіонів.
Українською термін Персерікатан можна буквально перекладати як «міжконфесійний футбольний чемпіонат», оскільки в цьому турнірі брали участь всі футбольні асоціації регіонального рівня в Індонезії.

## Історія
Конкурс розпочався 19 квітня 1930 року, коли ряд клубів Голландської Ост-Індії зустрілися та обговорили майбутній чемпіонат. Після зустрічі було досягнуто домовленості про те, що ці клуби створять Федерацію футболу Індонезії, головну організацію для команд.
До появи Персерікатан офіційним загальнонаціональним футбольним турніром цієї території був Чемпіонат міст Голландської Ост-Індії, який розпочався в 1914 році і за який виступали збірні міст, а не повноцінні клуби.
З 1970 року паралельно була створена ще одна національна футбольна ліга, Галатама, для професійних футбольних клубів. Тому, до 1994 року, коли Персерікатан і Галатама були об'єднані в нову лігу Прем'єр-Дивізіон, обидва турніри існували паралельно. Голландська Ост-Індія
У 1994 році, після проведення приблизно 60 сезонів, Персерікатан та Галатама були об'єднані, щоб сформувати нову професійну лігу Прем'єр-Дивізіон.

## Чемпіони
Для перегляду списку усіх чемпіонів Індонезії див. статтю Список чемпіонів Індонезії з футболу.
Джерело: